# Jarosław Niemyjski
Jarosław Stefan Niemyjski (ur. 15 czerwca 1933 w Warszawie, zm. 11 października 2012 tamże) – polski działacz państwowy, wojewoda ostrołęcki (1983–1990). 

## Życiorys
Syn Czesława i Stefanii. Uzyskał wykształcenie prawno-ekonomiczne, po czym podjął pracę w administracji państwowej (m.in. w Prezydium Wojewódzkiej Rady Narodowej w Warszawie oraz Urzędzie Wojewódzkim w stolicy). Od 1976 pełnił obowiązki wicewojewody ostrołęckiego. W 1983 objął obowiązki wojewody z ramienia PZPR, które pełnił do 1990.
Zmarł 11 października 2012 roku w wieku 79 lat, pochowany na cmentarzu w Niepokalanowie Paprotni.